# RNSAP
RNSAP (Part d'aplicació de subsistemes de xarxa de ràdio) és un protocol de senyalització 3GPP responsable de les comunicacions entre els controladors de xarxa de ràdio RNC definits a l'especificació 3GPP TS 25.423. Es porta a la interfície lur i proporciona la funcionalitat necessària per a trasllats suaus i reubicació SRNS (Serving Radio Network Subsystem) (transmissió entre RNC). Defineix la senyalització entre RNC, incloent SRNC (Serving RNC) i DRNC (deriva RNC).

## Procediments
- Procediments bàsics de mobilitat RNSAP-

Aquest conjunt de procediments s'utilitza per gestionar la mobilitat amb l'UTRAN. Aquest és el més important dels procediments RNSAP. Els procediments que pertanyen a aquest conjunt inclouen la reubicació de SRNC, l'actualització de cèl·lules inter-RNC i l'actualització de l'àrea de registre UTRAN.
- Procediments RNSAP DCH-

Aquest conjunt de procediments utilitzats per gestionar el trànsit de canal dedicat (inclou DCH, DSCH i TDD USCH) entre dos RNC. A diferència dels procediments bàsics de mobilitat que s'utilitzen només per a la senyalització, aquest conjunt de procediments ofereix suport per a la transferència de dades a través de la interfície Iur. La transferència de dades es realitza mitjançant un protocol de trama. Els procediments que pertanyen a aquest conjunt inclouen l'establiment, la modificació i l'alliberament d'un canal dedicat al DRNC a causa del trasllat dur i suau, la configuració/alliberament de connexions de transport dedicades a través de la interfície Iur i la transferència de dades per a canals dedicats.
- Procediments del canal de transport comú RNSAP-

Aquest conjunt de procediments s'utilitza per gestionar el trànsit de canals comú i compartit (exclou DCH, DSCH i TDD USCH) entre dos RNC. En particular, aquest conjunt de procediments facilita la configuració i l'alliberament de connexions de transport de canals comuns a través de la interfície Iur.
- Procediments globals RNSAP-

La seva implementació es considera opcional.

## Resum de funcions
- Gestió i supervisió d'enllaç radioelèctric
- Reconfiguració del canal físic
- Mesures de recursos dedicats
- Correcció de la deriva de potència de l'enllaç descendent
- Control de velocitat (utilitzat per DRNC per controlar la velocitat de transferència d'enllaç ascendent i descendent per a cada DCH configurat per als enllaços de ràdio de la UE).
- Transferència de senyalització del canal de control comú
- Paginació
- Gestió de recursos del canal de transport comú
- Procediments de reubicació (SRNC a DRNC)
- Informe de situacions d'error generals
- Mesures sobre recursos comuns
- Intercanvi d'informació
- La seva interfície es reinicia[4]